# Doddapalanahalli, Koratagere
Doddapalanahalli là một làng thuộc tehsil Koratagere, huyện Tumkur, bang Karnataka, Ấn Độ.